# Hinteres Urad-Banner
Das Hintere Urad-Banner (chinesisch 乌拉特后旗, Pinyin Wūlātè Hòu Qí; mongolisch ᠤᠷᠠᠳ ᠤᠨ ᠬᠣᠶᠢᠲᠤ ᠬᠣᠰᠢᠭᠤ Urad-un Qoyitu Qosiɣu) ist ein Banner der bezirksfreien Stadt Bayan Nur im Westen des Autonomen Gebiets Innere Mongolei im Norden der Volksrepublik China. Sein Hauptort ist die Großgemeinde Bayan Bolig (巴音宝力格镇). Ein wesentlicher Wirtschaftszweig ist die Landwirtschaft, hauptsächlich die Schafzucht im Weidebetrieb zur Fleischproduktion. Das Yinshan-Gebirge ist reich an Bodenschätzen, insbesondere an Nichteisenmetallen, wie Blei, Zink, Nickel, so ist Bergbau ein weiterer Wirtschaftsfaktor. Des Weiteren sind Ölschiefer und Erdöl-Vorkommen zu nennen.